# Westerkade 1-9

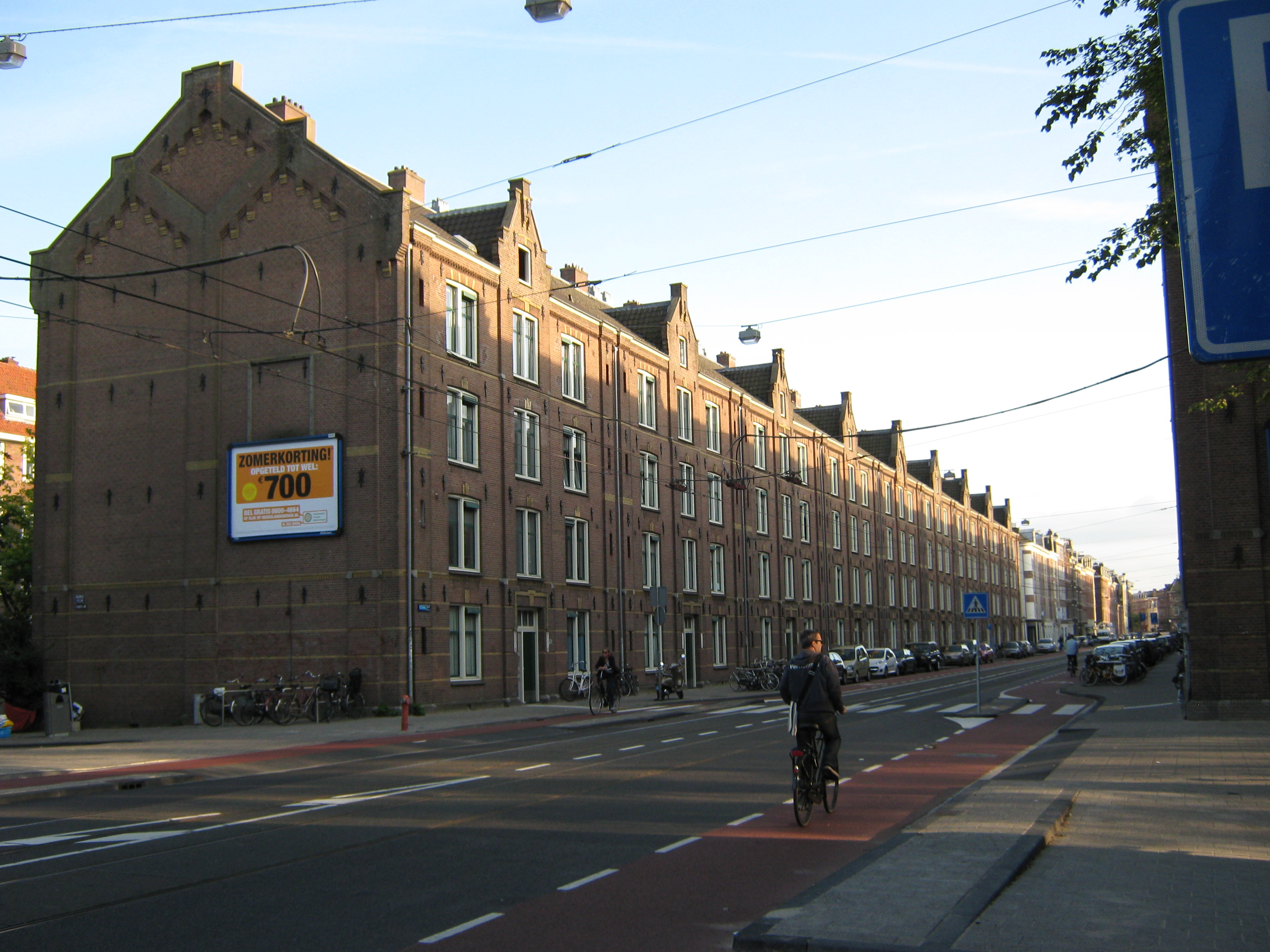
Hetzelfde blok zijde Marnixstraat

Westerkade 1-9/Marnixstraat 215-231 is een appartementencomplex in Amsterdam-Centrum. Het complex is ingeklemd tussen de Westerkade (in het oosten, hier de kade van de Lijnbaansgracht) en de Marnixstraat (in het westen). Het blok begint bij een uitloper van het Marnixplein met brug 128 (in het noorden) en eindigt bij de Nieuwe Willemsstraat met brug 130, een gemeentelijk monument (in het zuiden). De huisnummers aan de Westerkade zijn doorlopend, die aan de Marnixstraat alleen oneven.

## Geschiedenis
Het woonblok is in de jaren 1876-1877 neergezet om de overbevolkte Jordaan te ontlasten. Omdat bewoners van de Jordaan vaak armlastig waren, werden er kleine arbeiderswoninkjes neergezet (hier voornamelijk eenkamerwoningen).
Het ontwerp van dit blok (destijds blok A) kwam van stadsarchitect Bastiaan de Greef, die het tekende voor de Amsterdamsche Vereeniging tot het bouwen van Arbeiderswoningen. Zij kreeg in 1876 een terrein tussen de Raam- en Zaagbarrière (in 2017 respectievelijk Raampoort en Marnixplein) om drie woonblokken te bouwen ter huisvesting van 240 gezinnen. De aanbesteding werd geregeld door  Nicolaas Pierson en  Willem Röell Pas na de oplevering van het complex kreeg de Westerkade haar naam (16 november 1876). Om ruimte te besparen werd ter plaatse rug-tegen-rug gebouwd, dat wil zeggen zonder tussenruimten voor tuinen, maar met gebrek aan lichtinval en ventilatiemogelijkheden.
Eind 20e eeuw waren de woningen veelal opgebruikt en soortgelijke woningen werden op grote schaal gesloopt. Naarmate die sloop vorderde werd men zich ervan bewust, dat de bedoelde woningen van historisch belang waren in het kader van de stadsontwikkeling. Na uitgebreide renovatie werden de woningen in dit complex in 2004 benoemd tot gemeentelijk monument. Praktijk in andere wijken met soortgelijke woningen heeft inmiddels uitgewezen dat er steeds opnieuw gerenoveerd moet worden om de woningen aan te passen aan de behoeftes van nieuwe bewoners.